# Автопортрет (Арчімбольдо)
«Автопортрет Арчімбольдо»  — малюнок художника, де він зображений сам.

## Віртуоз графік
Картини Арчімбольдо олійними фарбами, незвичні за виконанням і образами, затьмарили славу його віртуозних малюнків. Різнобічно і багато обдарований художник, Арчімбольдо робив вітражі, гербові щити, військові прапори, ескізи для гобеленів. Звичайно, він працював не один, бо замовники вимагали швидкого виконання. Все починалось з проекту і малюнку. Саме їх і робив Арчімбольдо. А вже після допомагав монтувати вітраж, виправляв невдалий силует, готував фарби, контролював якість виконання.
Як і більшість ранішніх майстрів — маньєристів, Арчімбольдо був високо освіченим і віртуозним малювальником-графіком. Він займався режисурою придворних свят, маскарадів і невпинно проектував нові костюми, знаряддя для ходи́, нові оздоби. Він виконав сотні малюнків. Тільки у 1585 році імператор Рудольф 2-й отримав від художника 148 малюнків, а казначей імператора 13 ескізів для виготовлення коштовних тканин. На жаль, більшість малюнків Арчімбольдо втрачена, а збережені можна бачити в Кабінеті малюнків Флоренції, в Празі тощо.

## Власний автопортрет
Нам не відомі портрети Арчімбольдо, виконані іншими художниками. Можливо, спрацьовувало гальмо, бо художник мав великий авторитет віртуоза і зберіг високу посаду придворного художника при двох австрійських імператорах. Серед малюнків 43-річного майстра і знайшли його автопортрет. Що спонукало художника малювати самого себе — невідомо. Можливо, бажання залишити свій образ для позашлюбного сина. Знаючи про це, імператор наказав визнати сина Бенедетто законним.

## Опис твору
На невеликому аркуші паперу швидкий, але точний малюнок тоненьким пером. Видовжене обличчя, нестрижені вуса, плоєний комір без мережива, бо воно дорого коштувало, одяг з пишним малюнком. Аби прибрати зайву полегшеність, художник пройшов весь малюнок синім тоном — всі тіні і тло. Ніяких зайвих аксесуарів — пензлів, масок, Аполлонів і Амурів поряд. Тільки обличчя з напруженим і допитливим поглядом. Виконаний не олійними фарбами автопортрет став в один рівень з віртуозними автопортретами Джорджо Вазарі, Баччо Бандінеллі, Луки Камб'язо і Тінторетто, найталановитіших сучасників-італійців Арчімбольдо.